# Сенгер, Фредерик
Фре́дерик Се́нгер (англ. Frederick Sanger; 13 августа 1918, Рендкомб, Глостершир — 19 ноября 2013) — английский биохимик, один из пяти человек, получивших две Нобелевские премии, первый учёный в истории, получивший две Нобелевские премии по химии — в 1958 году («за установление структур белков, особенно инсулина») и 1980 году («за фундаментальные исследования биохимических свойств нуклеиновых кислот, в особенности рекомбинантных ДНК») совместно с Уолтером Гилбертом и Полом Бергом.

## Биография
Фредерик Сенгер родился 13 августа 1918 года в Рендкомбе (графство Глостершир, Англия) в семье Фредерика Сенгера, врача общей практики, и Сисели Сенгер (в девичестве Кридсон). Его отец работал в качестве англиканского медицинского миссионера в Китае, но вернулся в Англию из-за плохого состояния здоровья, где в возрасте 40 лет вступил в брак с Сисели. Сенгер-младший был вторым ребёнком в семье: брат Теодор был старше его на год, а сестра Мэри — моложе на пять лет.

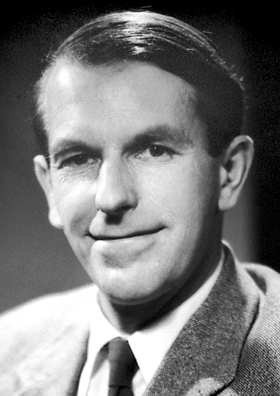
Фредерик Сенгер (1958 год)

В возрасте около пяти лет Сенгер вместе с семьёй переехал в небольшое поселение Тэнворт-в-Ардене (Уорвикшир). Семья Сенгеров была достаточно обеспеченной, и для обучения детей была приглашена гувернантка. В 1927 году Фредерика отдали в школу Даунс Малверн — подготовительное учебное заведение в ведении квакеров возле г. Малверна, где также обучался его старший брат Теодор. В 1932 году Сенгер поступил в недавно основанную школу Брайанстоун в Дорсете. Методом обучения в этой школе являлся Дальтон-план, и более свободный режим оказался для Сенгера намного предпочтительнее. Среди всех школьных предметов он выделял естественнонаучное направление. Будучи выдающимся учеником и получив свидетельство об окончании школы на год раньше, последний год обучения Сенгер провел, главным образом, в школьной лаборатории под руководством своего учителя, Джеффри Одиша, сотрудника Кавендишской лаборатории.
В 1936 году Ф. Сенгер поступил в колледж Сент-Джонс (Кембридж), который посещал его отец. Сенгеру понадобилось три года, чтобы сдать Этап I Трайпоса. С этой целью он изучил курсы физики, химии, биохимии и математики, при этом испытав трудности с физикой и математикой, так как школьная математическая подготовка многих других студентов была лучше. На втором году обучения Сенгер заменил физику физиологией. Для сдачи Этапа II он изучал биохимию и получил Первый класс с отличием.
В это время умерли от рака его родители: отец в возрасте 60 лет и мать в возрасте 58. Тогда же сформировались основные убеждения Сенгера, обусловленные сильным влиянием квакерского воспитания. Он был пацифистом и членом Союза обета мира. Именно благодаря его причастности к антивоенной группе кембриджских учёных он познакомился со своей будущей женой, Маргарет Джоан Хоув, изучавшей экономику в женском Колледже Ньюнэм. По закону военной подготовки 1939 года Сенгер был временно зарегистрирован в качестве отказника, и повторно в соответствии с Законом Национальной службы (ВС) 1939 года, перед тем, как получить бессрочное освобождение от военной службы трибуналом. В то же время он провел подготовку в области социальной работы по оказанию помощи в центре квакеров, Девоне и некоторое время служил в качестве санитара.
В октябре 1940 года Фредерик Сенгер под руководством Нормана Пири начал работу над докторской диссертацией. Темой его исследований была разработка способов получения пищевого белка из растений. После того, как чуть больше месяца спустя Пири покинул кафедру, научным руководителем Сенгера стал Альберт Нойбергер. При этом направление исследований Сенгера сменилось на изучение метаболизма аминокислоты лизина и более практическую проблему азота картофеля. Его диссертация носила название «Метаболизм аминокислоты лизина в организме животного». В 1943 году Сенгер получил степень доктора философии.

## Научная деятельность

### Определение структуры инсулина
Ньюбергер переехал в Национальный институт медицинских исследований в Лондоне, но Сенгер остался в Кембридже и в 1943 году присоединился к группе Чарльза Чибнелла, специалиста в области химии белков, недавно получившего должность профессора на кафедре биохимии. Ранее Чибнеллом уже была проделана работа по определению аминокислотного состава бычьего инсулина. Он предположил, что Сенгер прежде всего обратит внимание на аминогруппы белка. Инсулин, который можно было приобрести в сети аптек Boots, являлся одним из немногих белков, доступных в очищенном виде. До этого Сенгер сам занимался финансированием своих исследований, однако в научной группе Чибнелла он получил поддержку со стороны Медицинского исследовательского совета, а затем, с 1944 до 1951 года, был удостоен премии Бейт Мемориал за фундаментальные медицинские исследования.
Первым успехом Сенгера было определение полной аминокислотной последовательности двух полипептидных цепей бычьего инсулина, А (21 аминокислотный остаток) и В (30 аминокислотных остатков), в 1952 и 1951 годах соответственно. До этого было принято считать, что белки обладают неупорядоченной структурой. Определив эти последовательности, Сенгер доказал, что белки имеют определённый химический состав.
Для подтверждения этого факта Сенгер усовершенствовал метод распределительной хроматографии, впервые предложенный Ричардом Лоренсом Миллингтоном Сингом и Арчером Джоном Портером Мартином, чтобы определить аминокислотный состав белка шерсти. Сенгер использовал химический реагент 1-фтор-2,4-динитробензол (в настоящее время также известный как реактив Сенгера, фтординитробензол, FDNB или DNFB). Это вещество было получено в результате исследований Бернхардом Чарльзом Сондерсом боевых отравляющих веществ на химическом факультете Кембриджского университета. С помощью реактива Сенгера оказалось возможным пометить N-концевую аминогруппу на одном конце полипептидной цепи. Затем Сенгер провел частичный гидролиз инсулина до коротких пептидов, используя как соляную кислоту, так и протеолитические ферменты, например трипсин. Смесь пептидов фракционировали на листе фильтровальной бумаги с помощью двумерного электрофореза в двух взаимно перпендикулярных направлениях. Различные пептидные фрагменты инсулина, прокрашенные нингидрином, переместились в разные места на бумаге, создавая четкую картину, названную Сенгером «отпечатки пальцев». N-концевой пептид определяли по жёлтой окраске, обусловленной FDNB-меткой, после чего путём исчерпывающего кислотного гидролиза устанавливали тип концевого аминокислотного остатка, регистрируемого в виде динитрофениламинокислоты.
Повторением этой процедуры Сенгер определил последовательности набора пептидов, полученных с использованием различных методов первоначального частичного гидролиза. Из более коротких пептидных цепей удалось построить полную структуру инсулина. Наконец, так как цепи А и В являются физиологически неактивными без трех дисульфидных связей (двух межцепочечных и одной внутрицепочечной в цепи А), Сенгер и соавторы определили их расположение в 1955 году и установили брутто-формулу инсулина C337N65O75S6. Главный вывод Сенгера состоял в том, что две полипептидные цепи белка инсулина имеют определённые аминокислотные последовательности, и, следовательно, уникальной последовательностью обладает любой белок. Именно за это достижение Сенгеру была присуждена первая Нобелевская премия по химии в 1958 году. Открытие имело решающее значение для предложенной позже Криком гипотезы о кодировании аминокислотных последовательностей белков последовательностью оснований в генетическом материале ДНК (или РНК). Эти работы послужили основой для синтетического получения инсулина и других гормонов.

### Определение структуры РНК
С 1951 года Сенгер являлся членом внешнего персонала Совета по медицинским исследованиям, и с открытием лаборатории молекулярной биологии в 1962 г. переехал на факультет биохимии Кембриджа, возглавив кафедру химии белков.
До своего переезда Сенгер начал изучение возможности секвенирования молекул РНК и разработку методов для разделения рибонуклеотидов, полученных в результате действия специфичных нуклеаз. Эта работа была проведена им в попытке усовершенствовать методы секвенирования, разработанные в процессе исследований инсулина.
Основная проблема заключалась в выделении очищенного фрагмента РНК для определения последовательности. В ходе работы в 1964 году, совместно с Кьелдом Макером, Сенгером была открыта формилметионин-тРНК, инициирующая синтез белка в бактериях. Однако первенство в расшифровке последовательности молекулы тРНК Сенгер уступил научной группе во главе с Робертом Холли из Корнеллского университета, определившей последовательность аланин-тРНК длиной 77 рибонуклеотидов из Saccharomyces cerevisiae в 1965 году Тогда же Ф. Сенгер предложил метить РНК и ДНК, предназначенные для структурных исследований, радиоактивным изотопом фосфора 32Р, что позволило осуществлять работы с чрезвычайно малым количеством материала — 10−6 г. Только к 1967 году научной группой Сенгера была определена нуклеотидная последовательность рибосомной 5S РНК из Escherichia coli — небольшой РНК из 120 нуклеотидов.

### Определение структуры ДНК
С целью секвенирования ДНК, требовавшего совершенно иного подхода, Сенгер рассматривал различные способы использования ДНК-полимеразы I из E.coli применительно к удвоению одноцепочечной ДНК. В 1975 году, совместно с Аланом Коулсоном, он опубликовал методику секвенирования с использованием ДНК-полимеразы и радиоактивно меченых нуклеотидов, которую он назвал техникой «Плюс и минус». Техника включала два тесно связанных метода, с помощью которых синтезировали короткие олигонуклеотиды, несущие метки на 3'-концах. Эти фрагменты ДНК затем фракционировали методом электрофореза в полиакриламидном геле и визуализировали с помощью авторадиографии. Методика позволяла осуществить секвенирование фрагментов ДНК длиной до 80 нуклеотидов за один раз, что демонстрировало существенный прогресс по сравнению с предыдущими исследованиями, однако по-прежнему оставалась достаточно трудоемкой. Тем не менее, научной группой Сенгера было выполнено секвенирование большинства из 5,386 нуклеотидов одноцепочечной ДНК бактериофага φX174. Это был первый полностью секвенированный ДНК-геном. К своему удивлению, Сенгер с коллегами обнаружили, что кодирующие области некоторых из генов перекрываются друг с другом.
В 1977 году Сенгер и его коллеги представили метод расшифровки первичной структуры ДНК, также известный как «метод Сенгера», основанный на ферментативном синтезе высокорадиоактивной комплементарной последовательности ДНК на изучаемой однонитевой ДНК как на матрице. Был совершен большой прорыв, так как метод позволил быстро и точно секвенировать длинные ДНК-последовательности. Это открытие принесло Сенгеру вторую Нобелевскую премию по химии в 1980 году, которую он разделил с Уолтером Гилбертом и Полом Бергом. Новый метод был использован Сенгером и коллегами для определения последовательности человеческой митохондриальной ДНК (16,569 пар оснований) и бактериофага λ (48,502 пар оснований). Метод Сенгера в конечном счёте использовали для секвенирования всего генома человека.

## Педагогическая деятельность
В продолжение карьеры Ф. Сенгера под его руководством работало более десяти аспирантов, двое из которых также были удостоены Нобелевской премии. Его первым аспирантом был Родни Портер, который присоединился к исследовательской группе в 1947 году. Позже, в 1972 году, Портер разделил Нобелевскую премию по физиологии и медицине с Джералдом Эдельманом за работу по исследованию химической структуры антител. Элизабет Блэкберн поступила в аспирантуру и работала в лаборатории Сенгера в период с 1971 по 1974 год В 2009 году она разделила Нобелевскую премию по физиологии и медицине с Кэролайн Грейдер и Джеком Шостаком за открытие механизмов защиты хромосом от концевой недорепликации с помощью теломер и теломеразы.

## Последние годы жизни
В 1983 году, в возрасте 65 лет, Сенгер вышел в отставку и вернулся к себе домой, в Софэм Балбэк (графство Кембриджшир). Ученый любил проводить время, работая в саду своего дома.
В 1992 году он подписал манифест «Предупреждение учёных мира человечеству».
В 1992 году Wellcome Trust и Медицинский исследовательский совет основали Центр Сенгера (ныне Институт Сенгера), названный в его честь. Институт находится в кампусе  Wellcome Trust Genome Campus недалеко от Хинкстона, всего в нескольких милях от дома Сэнгера. Он согласился назвать Центр в его честь, когда об этом попросил директор-основатель Джон Салстон, заметив: «[Наверное], так будет лучше».
Сэнгер сказал, что не нашел доказательств существования Бога, поэтому стал агностиком. В интервью, опубликованном в газете Times в 2000 году, Сангер сказал: «Мой отец был убежденным квакером, и я был воспитан как квакер, и для них правда очень важна. Я отошел от этих убеждений — очевидно, что кто-то ищет истину, но для этого нужны доказательства. Даже если бы я хотел верить в Бога, это было бы очень трудно. Мне нужно было бы увидеть доказательства».
Он отклонил предложение стать рыцарем, так как не хотел, чтобы к нему обращались «сэр»: «Рыцарство делает тебя другим, не так ли, и я не хочу быть другим». В 1986 году он принял награждение орденом «За заслуги», который может иметь только 24 живых члена.
В 2007 году Британское биохимическое общество получило от Wellcome Trust грант на каталогизацию и сохранение 35 лабораторных журналов, в которых Сенгер записывал свои исследования с 1944 по 1983 год ..
Сенгер ушел из жизни во сне в больнице Адденбрукс в Кембридже 19 ноября 2013 года

## Награды и премии
По состоянию на 2022 год Сенгер является одним из двух учёных, которые были удостоены Нобелевской премии по химии дважды (наряду с Барри Шарплессом), и одним из пяти дважды лауреатов Нобелевской премии, наряду с Марией Кюри (физика, 1903 г. и химия, 1911), Лайнусом Полингом (химия, 1954 и премия мира, 1962), Джоном Бардином (дважды физика, 1956 и 1972) и Шарплессом (2001 и 2022).
- Медаль Кордэй — Моргана[англ.] (1951)
- Член Лондонского королевского общества (с 1954 года[33])
- Нобелевские премии по химии (1958, 1980)
- Командор ордена Британской империи (1963)
- Королевская медаль Лондонского королевского общества (1969)
- Международная премия Гайрднера (1971, 1979)
- Медаль Копли (1977)
- Премия Уэланда (1978)
- Премия Луизы Гросс Хорвиц (1979)
- Премия Альберта Ласкера за фундаментальные медицинские исследования (1979)
- Орден Кавалеров Почёта (1981)
- Член Австралийской академии наук (с 1982 года)
- Орден Заслуг (1986)
- Премия ABRF[51] (1994)
- Golden Plate Award[англ.], Academy of Achievement[англ.] (2000)

## Память
В 1992 году фондом Wellcome Trust и Британским советом по медицинским исследованиям был основан Исследовательский центр Сенгера (ныне Институт Сенгера), названный в честь ученого. Институт расположен возле Хинкстона (графство Кембриджшир), всего в нескольких милях от дома Сенгера. Он был открыт лично Сенгером 4 октября 1993 года, со штатом менее 50 человек, и продолжал играть ведущую роль в исследованиях генома человека и других организмов. В настоящее время Институт насчитывает более чем 900 сотрудников и является одним из крупнейших в мире геномных исследовательских центров.

## Семья
В 1940 году Сенгер женился на Маргарет Джоан Хоув. В семье было трое детей — Робин (род. в 1943 году), Питер (род. в 1946 году) и Салли Джоан (род. в 1960 году). По словам ученого, его супруга «помогала ему в работе больше, чем кто-либо другой, поддерживая мирный и счастливый семейный очаг».

## Религиозные убеждения
Отец Сенгера обратился в квакерство вскоре после того, как родились оба его сына, и воспитывал детей в этой вере, хотя мать Сенгера не была квакером.
Сенгер сказал, что он не нашел свидетельства существования Бога, поэтому стал агностиком. В 2000 году в интервью газете «Таймс» он заявил: «Мой отец был убежденным квакером, и я был воспитан как квакер, а для них правда очень важна. Я отошел от этой веры. Очевидно, что она ищет правду, но она же требует подтверждения правды. Даже если бы я хотел верить в Бога, мне бы это было очень трудно. Мне нужны подтверждения его существования».

## Интересные факты
- Как отмечено в некрологе ученого, он считал себя «просто парнем, который возился в лаборатории»,[55] и «академически не выдающимся».[56]
- Сенгер отклонил предложение получить рыцарское звание, потому что ему не хотелось, чтобы к нему обращались «сэр». По этому поводу он сказал: «Рыцарское звание делает тебя особенным, не так ли? Но я не хочу быть особенным».
- В 2007 году Британское биохимическое общество получило грант от фонда Wellcome Trust на каталогизирование и хранение 35 лабораторных журналов, в которые Сенгер записывал свои исследования с 1944 по 1983 г. Сообщая об этом, журнал Science отозвался об ученом как о «самом скромном человеке, которого вы могли бы надеяться встретить».[57]